# L'Île-Bizard–Sainte-Geneviève
L'Île-Bizard–Sainte-Geneviève is een arrondissement van de stad Montréal, gelegen in het zuidwesten van de stad, bestaande uit het 22,77 km² grote eiland Île Bizard en een smalle strook van 0,86 km² aan de oever van de Rivière des Prairies op het eiland Île de Montréal met het dorp Sainte-Genevieve.
Het arrondissement grenst enkel aan het arrondissement Pierrefonds-Roxboro.